# Сан-Кристобаль (місто, Домініканська Республіка)
Сан-Кристобаль (ісп. San Cristóbal) — місто й муніципалітет у Домініканській Республіці, адміністративний центр однойменної провінції. Межує з муніципалітетами Вілья-Альтаграсія на півночі, Сабана-Гранде-де-Паленке — на півдні, Бахос-де-Айна та Сан-Грегоріо-де-Нігуа — на сході, Камбіта-Гарабітос та Ягуате — на заході, а також з провінцією Санто-Домінго — на північному заході, а на півдні невелика ділянка муніципалітету омивається водами Карибського моря. Місто розташовано за 26 км від столиці країни Санто-Домінго.

## Історія
Хоч місто й було засновано на початку XIX століття священиком Хуаном де Хесусом Фабіаном Айалою-Гарсіа, перше поселення на його місці виникло ще наприкінці XV століття, яке організував там брат Христофора Колумба Бартоломео. За часів гаїтянської окупації 1821–1844 років Сан-Кристобаль став одним із центрів опору домініканців. 19 листопада 1844 року в місті було ухвалено першу конституцію Домініканської Республіки.
1891 року у Сан-Кристобалі народився майбутній диктатор Рафаель Трухільйо, що визначило розвиток міста за часів його режиму (1930–1961). Там розміщувалась його резиденція в будинку з червоного дерева, який згодом було перетворено на музей. Окрім того, у місті було зведено різні монументи, низка з яких прославляли самого диктатора.

## Пам'ятки
- Печери Пом'єр на північ від міста

## Відомі уродженці
- Рафаель Трухільйо (1891–1961), домініканський диктатор (1930–1961), президент Домініканської Республіки (1930–1938, 1942–1952)
- Ектор Трухільйо (1908–2002), молодший брат диктатора Рафаеля Трухільйо, «маріонетковий» президент країни (1952–1960)